# Katedra św. Jana Nepomucena w Zrenjaninie
Katedra św. Jana Nepomucena w Zrenjaninie (serb. Katedrala sv. Ivanu Nepomuku, węg. Nagybecskereki Nepomuki Szent János katedrális) – główna świątynia rzymskokatolickiej diecezji Zrenjanin w Serbii. Mieści się przy Trg slobode.
Obecna świątynia została zbudowana w latach 1864–1868 według projektu serbskiego architekta Stevana Đorđevicia w stylu neoklasycystycznym. Wnętrze zostało urządzone przez Josefa Goignera z Tyrolu i katedra posiada organy piszczałkowe wykonane w Timișoarze, w 1907 roku. Okna ozdobione są witrażami.
Ze względu na wielkość katedry, wieża może być zobaczona z większej części miasta.